# André Unterdörfel

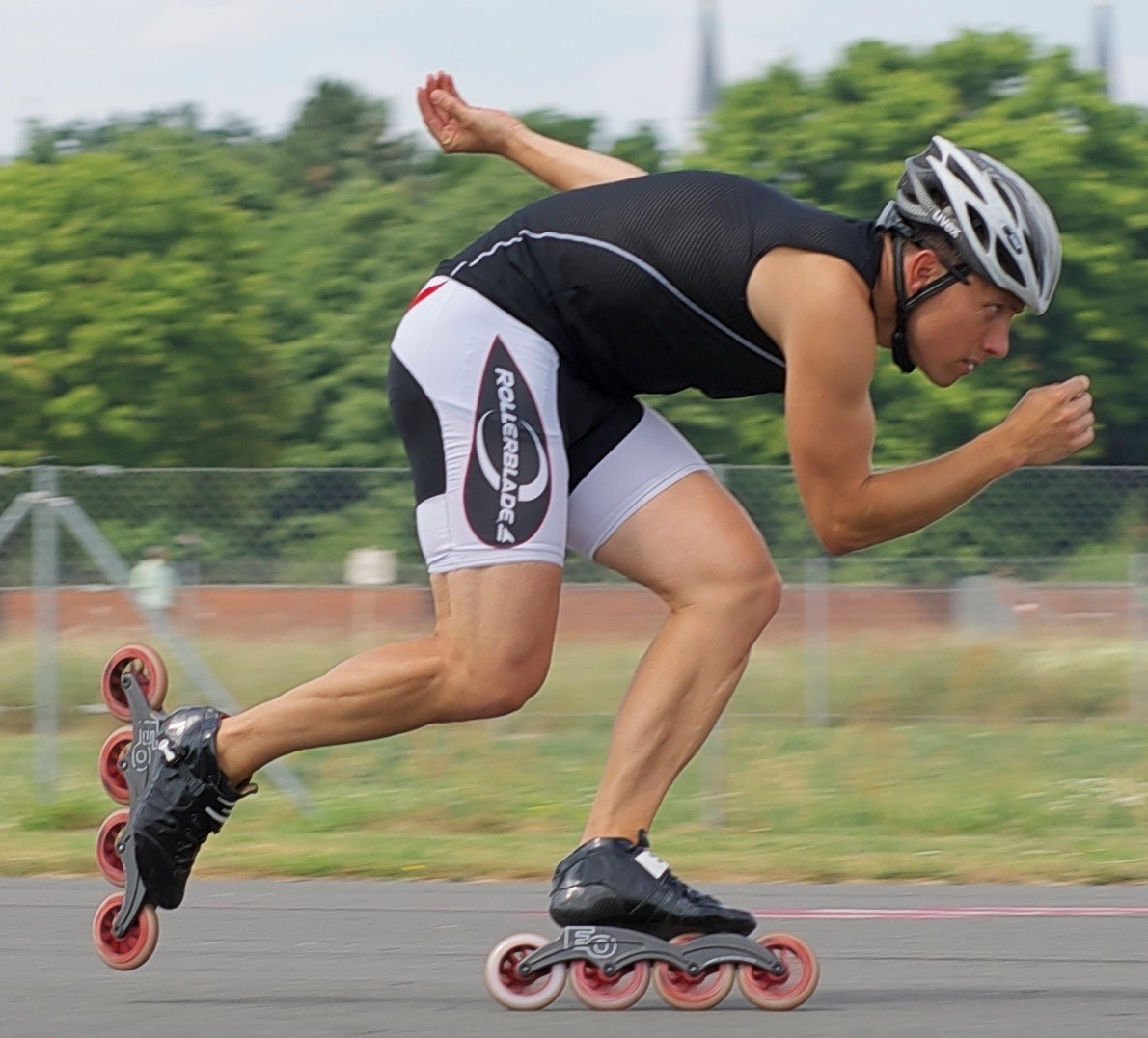
André Unterdörfel

André Unterdörfel (* 29. Mai 1978 in Berlin) ist ein ehemaliger deutscher Eisschnellläufer und Inline-Speedskater sowie Eisschnelllauftrainer der DESG (Deutsche Eisschnelllauf-Gemeinschaft e.V.).
Zu seiner aktiven Zeit als Sportler war er jeweils mehrere Jahre Mitglied der deutschen Nationalmannschaft im Eisschnelllauf und im Inline-Speedskating. Seit 2012 hält er gemeinsam mit Martin Thaler den Streckenrekord beim 24h-Rennen im Inline-Speedskating (2er Teams) von LeMans mit 715 km.

## Werdegang als Trainer

### Trainer im Inline-Speedskaten
Bereits während des Studiums und seiner eigenen sportlich aktiven Zeit arbeitete André Unterdörfel ehrenamtlich als Trainer im Inline-Speedskaten zunächst beim SC Berlin und ab 2002 beim SC Charlottenburg (SCC). Im Jahr 2004 übernahm er die Hauptverantwortung im Hochleistungsbereich der Abteilung Inline-Skating des SCC. Hierbei gewannen die Sportler zahlreiche Medaillen bei Europameisterschaften, Weltmeisterschaften und den World-Games. Zu seinen Schützlingen im Inline-Speedskaten zählten und zählen u. a. Jana Gegner, Matthias Schwierz, Victor Wilking, Niclas Kleyling, Elio Cuncu, Giacomo Cuncu und Jakobine Wolf.
Im Jahr 2004 wurde er als Bundestrainer-Assistent des DRIV (Deutscher Rollsport und Inline-Verband e.V.) eingesetzt und von 2005 bis 2008 arbeitet er als Nationaltrainer für Liechtenstein. Bis heute arbeitet André Unterdörfel im Trainingsbetrieb des SCC. Er besitzt die Trainer B-Lizenz des DRIV.

### Trainer im Eisschnelllauf
Seit 2006 war André Unterdörfel bei der DESG als Trainer angestellt. Von 2006 bis 2008 arbeitete er als Assistent im Bundestrainerteam der Herren unter der Leitung von Bart Schouten. Von 2008 bis 2010 wurde er als U-23 Bundestrainer eingesetzt.
Von 2010 bis 2015 ist er als Bundestrainer-Assistent im Seniorenbereich Damen/Herren (vornehmlich Mehrkampf) im Einsatz gewesen.
Zu den Sportlern, die er als Heimtrainer im Eisschnelllauf betreute, gehörten u. a. Welt-Cup-Sieger Samuel Schwarz (Eisschnellläufer), Tobias Schneider, Jörg Dallmann, Matthias Schwierz und Monique Angermüller.
Zu der Trainingsgruppe, die Unterdörfel zuletzt im Seniorenbereich betreute, zählen die mehrfache Olympiasiegerin Claudia Pechstein (2011–2015), Robert Lehmann (2010–2014), Marco Weber (Eisschnellläufer) (2010–2015), Nico Dorsch (2008–2015), Jonas Pflug (2012–2015), Willi Koschel (2012–2015), Bente Kraus  (2014–2015) und Isabell Ost  (2014–2015).
Erfolge von 2010 bis 2015: 4 WM-Medaillen und 29 Welt-Cup-Medaillen
In der Saison 2015/16 arbeitete André Unterdörfel im Nachwuchsbereich der DESG. Anschließend wurde der Arbeitsvertrag aufgrund von Rechtstreitigkeiten in gegenseitigem Einvernehmen aufgelöst.

### Tätigkeit als Lehrer im Land Berlin
Seit 2017 befindet er sich im Dienst der Senatsverwaltung für Bildung, Jugend und Familie. Er arbeitet als Studienrat (Deutschland) für Mathematik und Sport am Grünen Campus Malchow und seit 2020 am Schul- und Leistungssportzentrum Berlin.

## Studium
André Unterdörfel schloss 2008 ein Studium an der Trainerakademie Köln des Deutschen Olympischen Sportbundes, als Diplom-Trainer des DOSB, mit Auszeichnung ab. Im Jahr 2011 schloss André Unterdörfel sein Studium an der Humboldt-Universität zu Berlin ab und erlangt damit den akademischen Grad als Diplom-Sportwissenschaftler. Beide Diplomarbeiten widmeten sich dem Thema „Eisschnelllaufspezifisches Short-Track-Training für eine optimale Eisschnelllauftechnik im Nachwuchs- und Hochleistungsbereich“.
2017 beendete André Unterdörfel das Referendariat zum Studienrat des Lehramts in den Fächern Mathematik und Sport.